# Jessica Sara
Jessica Sara (née le 7 avril 1992) est une actrice américaine.
Elle a été nommée en 2002 pour la meilleure performance dans une série comique ou dramatique pour un acteur invité ayant au maximum 10 ans. Elle a commencé à l'âge de quatre ans, et a joué dans de nombreuses séries télévisées et quelques comédies, dont Always Greener en 2001 et Merci, mon Dieu! en 2006.

## Filmographie
- 2002 : Ma famille d'abord - Melissa
- 2005 : Allie Singer
- 2006 : Just for Kicks